# تنیلاپین
تنیلاپین(به انگلیسی: Tenilapine) یک آنتی‌سایکوتیک آتیپیک است که هرگز در ایالات متحده به بازار عرضه نشده است.